# Ken Johnson (worstelmanager)
Kenneth (Ken) Johnson (Fort Worth, 8 december 1957), beter bekend als Slick, is een Amerikaans voormalig professioneel worstelmanager die vooral bekend is van zijn tijd bij World Wrestling Federation (WWF), van 1986 tot 1992.

## In het worstelen
- Bijnamen
  - Doctor of Style
  - The Slickster
  - Jive Soul Bro

- Worstelaars waarvan Slick de manager was
  - Akeem (ook als The One Man Gang)
  - Art Crews
  - Big Boss Man
  - Big Steel Man
  - Bobby Jaggers
  - Boris Zukhov
  - Bulldog Bob Brown
  - Butch Reed
  - Earthquake Evans
  - Flyin' Brian Lee
  - Hacksaw Higgins
  - Hercules Hernandez
  - Iron Sheik
  - J.R Hogg
  - Kamala
  - Lord Humongous
  - Madd Maxx
  - Moondog Moretti
  - Nick Maniwa
  - Nikolai Volkoff
  - Paul Roma
  - Rick Martel
  - Shotgun Yan
  - Timothy Flowers
  - The Warlord
  - Zeus

- Opkomstnummers
  - "Jive Soul Bro" van Jim Johnston

## Prestaties
- World Wrestling Federation
  - Slammy Award voor "Best Personal Hygiene" (1987) met Nikolai Volkoff en Boris Zhukov

- IHW Entertainment Hall of Fame
  - 2009 inductee